# Транги
Транги (лат. Atractoscion) — род лучепёрых рыб из семейства горбылёвых (Sciaenidae). Распространены в Атлантическом, Индийском и Тихом океанах. Самый крупный представитель рода A. nobilis, обитающий в восточной части Тихого океана, достигает в длину 166 см и массы 41 кг.

## Классификация
До 2016 года в состав рода включали только два валидных вида: A. aequidens и A. nobilis. На основании морфологического и молекулярного анализов, выполненных группой корейских учёных, выделены два новых вида и восстановлен статус вида A. atelodus.
В состав рода включают пять видов:
- Atractoscion aequidens (Cuvier, 1830) — Южный транг, или южный горбыль[1][6]
- Atractoscion atelodus (Günther, 1867)
- Atractoscion macrolepis Y. S. Song, J. K. Kim, J. H. Kang & S. Y. Kim, 2017[4]
- Atractoscion microlepis Y. S. Song, J. K. Kim, J. H. Kang , 2017[4]
- Atractoscion nobilis (Ayres, 1860)